# Lingua pucapucari
 Il Pucapucari, o Nanti, è una lingua arawak parlata da circa 250 persone nella Foresta Amazzonica peruviana sudorientale e in poche piccole comunità situate vicino alle sorgenti dei fiumi Urubamba e Timpía.
Appartiene al ramo Kampan della famiglia Arawak ed è strettamente correlato alla lingua Matsigenka, con il quale è parzialmente e reciprocamente comprensibile.
La lingua è talvolta chiamata anche Kogapakori (o Cogapacori e Kugapakori), un termine peggiorativo di origine Matsigenka che significa "persona violenta".

## Registrazioni
- Collezione Nanti di Christine Beier e Lev Michael presso l' Archivio delle lingue indigene dell'America Latina . Contiene quattro registrazioni di cerimonie in Nanti con trascrizioni e traduzioni.